# Mount Rutherford
Mount Rutherford är ett berg i Kanada.   Det ligger i provinsen Alberta, i den centrala delen av landet, 3 200 km väster om huvudstaden Ottawa. Toppen på Mount Rutherford är 2 847 meter över havet, eller 531 meter över den omgivande terrängen. Bredden vid basen är 12,3 km.
Terrängen runt Mount Rutherford är kuperad norrut, men söderut är den bergig. Trakten runt Mount Rutherford är nära nog obefolkad, med mindre än två invånare per kvadratkilometer.. Det finns inga samhällen i närheten. 
Trakten runt Mount Rutherford består i huvudsak av gräsmarker.